# Anydrophila grisea
Anydrophila grisea är en fjärilsart som beskrevs av Edward P. Wiltshire 1949. Anydrophila grisea ingår i släktet Anydrophila och familjen nattflyn. Inga underarter finns listade i Catalogue of Life.